# Satelitní web
Satelitní web je rozšířená a propracovanější forma tzv. microsite (jinak také minisite či weblet), jde o speciální samostatný web plnící funkce, které se na hlavní webovou prezentaci nehodí, nebo s ní dokonce nesouvisejí. Obsahem a formou se od microsite nijak neliší, ale v porovnání s většinou pouhým textovým obsahem microsite mají satelitní weby navíc propracované uživatelské funkce, kterými si udržují své návštěvníky a budují si tak kolem sebe komunitu uživatelů.

## Využití satelitních webů
Vybudování a provoz satelitního webu je ve většině případů velmi finančně nákladné, nestačí jen napsat dobrý obsah a dát mu nějakou přitažlivou vizuální formu, je potřeba ještě zajistit, aby se noví návštěvníci na web vraceli. A to lze například těmito způsoby:
- naplnit web daty a umožnit třídění a filtrování těchto dat
- umístit na web zajímavé tematické flashové hríčky a nezapomenout na tabulky výsledků, případně věnovat nejlepším hráčům ceny apod.
- nechat uživatelům prostor pro seberealizaci v podobě diskuze, komentářů, anket, uživatelských profilů aj.

Provoz satelitních webů se vyplácí zejména pokud je jejich cílem generovat zisk. V případě satelitních webů jde většinou o zisk nepřímý v podobě 
- nových návštěvníků hlavního webové prezentace,
- budování známosti značky (tzv. branding),
- nebo vytěsnění konkurence.

## Typy satelitních webů
Typů satelitních webů je nepřeberné množství, mnohdy si ani jejich tvůrci nemusejí uvědomit jejich dosah a možnosti. Např. lékárna, která investuje do webu „domácí lékař“, kde jsou vzájemně provázané databáze léků a chorob, jehož cílem je pomoci potenciálním klientům najít nejvhodnější lék pro jeho chorobu. Podobný princip lze uplatnit prakticky na všechny obory, ale satelitní weby mohou být také:
- diskuzní fóra
- katalogy
- produktové prezentace
- oborové portály

Hlavním poznávacím znakem satelitního webu je, že je obsahově majoritně spojen s vlastníkem hlavní internetové prezentace (výrobcem, dodavatelem, prodejcem), a nebo že držitelem domény, na které satelitní web běží je již zmíněný vlastník. Může se stát, že vlastník nestojí o popularitu s provozem satelitního webu spojenou a je skrytý – pak je skoro nemožné opravdového vlastníka vypátrat.

## Příklady satelitních webů
Nejznámějším příkladem vlastníka původně satelitních webů může být Seznam.cz a jím zakoupené či vytvořené a provozované weby jako Firmy.cz, Zbozi.cz, Mapy.cz a další. Nyní se dají považovat spíše za samostatné weby než za satelity. Dobrým příkladem původně microsites nyní satelitních webů je Plzeňský prazdroj a.s. a jeho rodina pivních webů, které propagují jednotlivé značky.